# Мида
Мида је, у грчкој митологији, био богати фригијски краљ коме су, за казну што је замерао судији Тмолу што је у музичком такмичењу између Аполона и Пана досудио победу Аполоновој лири, израсле магареће уши, јер му је више годила Панова свирка. Иста прича о његовим ушима, налази се у причи „У цара Тројана козје уши“.
Позната је и прича како је краљ Мида добио „дар“ да све што дотакне претвори у злато.
Једног дана, Дионисов учитељ Силен пијан је лутао фригијским пољима. Ту су га нашли сељаци и одвели га у Мидин дворац. Мида је одмах препознао Дионисовог учитеља, и организовао велику гозбу у његову част. Десетог дана он је Силена одвео богу Дионису. Дионис се обрадовао када је видео да је његов учитељ жив и понудио је Миди да му испуни било коју жељу. Мида затражи да све што дотакне претвори у злато. Дионис му је испунио жељу, али је у себи жалио што му Мида није тражио нешто друго.
Мида се радостан вратио у дворац. Организована је велика гозба. Тада је Мида схватио какву је грешку начинио. Сва храна и пиће су се у додиру са њим претварали у злато. Тада је пружио руке према небу и узвикнуо: Смилуј се, смилуј се, о, Дионисе! Молим те за милост! Узми натраг свој дар.
Дионис се тада појавио и рекао Миди да иде на изворе Пактола и да тамо опере са свог тела дар и своју кривицу. Како је спрао свој дар, тако је Пактол постао златоносан.